# Иваки
Иваки е град в префектура Фукушима, Япония. Населението му е 342 897 жители (по приблизителна оценка от октомври 2018 г.), а общата площ 1231,35 кв. км. Намира се в часова зона UTC+9 в югоизточната част на префектурата си. Градът се посещава от 7,6 милиона души годишно. Източната част на града има 60 км брегова ивица на Тихия океан. Средната годишна температура е 13,1 градуса.

## Побратимени градове
- Таунсвил (Австралия)
- Фушун (Китай)